# Gualtério VI, Conde de Brienne
Gualtério VI de Brienne foi duque titular do Ducado de Atenas entre 1311 e 1356, foi seguido no cargo por Isabel de Brienne.
Foi também o sétimo senhor do Senhorio de Argos e Náuplia, estado cruzado, criado como feudo do Principado de Acaia. Foi antecedido por Gualtério V de Brienne e seguido no governo do senhorio por Isabel de Brienne que governou conjuntamente com o seu filho Luís de Enghien.